# ماروواتو (آمبانجا)
ماروواتو (به لاتین: Marovato) یک منطقهٔ مسکونی در ماداگاسکار است که در بخش امبانجا واقع شده‌است. ماروواتو ۱۶٬۱۳۰ نفر جمعیت دارد و ۸۴۴ متر بالاتر از سطح دریا واقع شده‌است.